# Good Morning Spider
Good Morning Spider è un il secondo album degli Sparklehorse pubblicato nel 1998.

## Tracce
1. Pig – 2:23
2. Painbirds – 3:50
3. Saint Mary – 4:01
4. Good Morning Spider – 1:09
5. Sick Of Goodbyes – 3:33
6. Box Of Stars (Part One) – 0:34
7. Sunshine – 5:03
8. Chaos Of The Galaxy/Happy Man – 4:31
9. Hey, Joe – 3:06
10. Come On In – 3:46
11. Maria's Little Elbows – 4:18
12. Cruel Sun – 2:26
13. All Night Home – 3:43
14. Ghost Of His Smile – 3:13
15. Hundreds Of Sparrows – 2:27
16. Box Of Stars (Part Two) – 0:51
17. Junebug – 5:57